# Иън Райт
Иън Райт (на английски: Ian Wright) е бивш английски футболист, нападател. Той е вторият най-резултатен футболист в историята на Арсенал със 185 вкарани гола и третият най-резултатен играч в историята на Кристъл Палас със 117 попадения. Има 33 мача и 9 гола за националния тим на Англия. Член е на Залата на славата на английския футбол.

## Клубна кариера
Започва кариерата си в любителския клуб от неделната лига Гринуич Боро. През 1985 г., когато е на 22 години, е забелязан от селекционера на Кристъл Палас Пит Прентис, който кани Иън на проби. Райт подписва тримесечен договор с Палас, според който получава 100 паунда седмично. Новакът се вписва отлично в тима и в дебютния си сезон вкарва 9 гола в 32 мача. Скоро Райт става основен нападател на Палас и през сезон 1988/89 с 24 отбелязани гола помага на тима да спечели плейофите и да се класира в Първа дивизия.
През сезон 1989/90 Палас се представя неубедително в английския елит, заемайки 15-о място. Тимът обаче достига финал в ФА Къп, който губи от Манчестър Юнайтед след преиграване. През 1990/91 Райт вкарва 15 гола в първенството, а Палас завършва на 3-то място, оставайки зад Ливърпул и Арсенал.
През септември 1991 г. преминава в Арсенал за 2,5 млн. паунда. В този момент това е най-скъпият трансфер в историята на „артилеристите“. Иън дебютира с гол срещу Лестър Сити, а в първенството – с хеттрик срещу Саутхамптън. Райт става голмайстор в последното издание на старата Първа дивизия с 29 гола (5 за Кристъл Палас и 24 за Арсенал) и вкарва последното попадение в историята на турнира – в последния кръг срещу Саутхамптън.
В първия сезон на Висшата лига Иън вкарва 15 гола, но Арсенал завършва едва 10-и. Райт печели с „топчиите“ ФА Къп и Купата на Лигата. През 1993/94 отново е голмайстор на тима с 23 гола в шампионата и е с основен принос за спечелването на КНК. Иън пропуска финала с Парма, спечелен от англичаните с 1:0. В следващото издание на турнира Арсенал отново достига финала, но губи от Реал Сарагоса. Райт става голмайстор на КНК с 9 гола в 9 срещи. На 13 септември 1997 г. подобрява рекорда на Клиф Бъстин за най-резултатен играч в историята на Арсенал, вкарвайки своя гол номер 179 в среща с Болтън.
През сезон 1997/98 става шампион на Англия за първи път в кариерата си и печели ФА Къп. След края на сезон 34-годишният нападател подписва с Уест Хем Юнайтед. Изиграва 22 мача за „чуковете“, в които вкарва 9 гола. След това за кратко играе в Нотингам Форест и за шотландския Селтик. През сезон 1999/00 помага на Бърнли да спечели промоция в Първа дивизия, след което слага край на кариерата си.
През 2008 г. завършва на 4-то място в анкетата за най-велик футболист в историята на Арсенал, като пред него са Тиери Анри, Денис Бергкамп и Тони Адамс.

## Национален отбор
Дебютира за националния отбор на Англия през февруари 1991 г. в контрола с Камерун. Райт остава извън състава за Евро 1992, като пред него са предпочетени Гари Линекер, Алън Шиърър, Найджъл Клъф и Алан Смит. Иън играе редовно в квалификациите за Мондиал 1994, но англичаните не успяват да се класират за първенството на планетата. Нападателят така и не участва на голям форум с националния тим, оставайки извън състава за Евро 1996 и Мондиал 1998. Последният му мач за „трите лъва“ е през октомври 1998 г. срещу Чехия. За Англия има 33 мача и 9 гола.

## Успехи

### Клубни
- Шампион на Англия – 1997/98
- ФА Къп – 1992/93, 1997/98
- Купа на лигата – 1992/93
- КНК – 1993/94

### Индивидуални
- Голмайстор на Първа дивизия – 1991/92
- Голмайстор на КНК – 1994/95
- Футболист на столетието на Кристъл Палас